# Philine amabilis
Philine amabilis är en snäckart som beskrevs av Addison Emery Verrill 1880. Philine amabilis ingår i släktet Philine och familjen havsmandelsnäckor. Inga underarter finns listade i Catalogue of Life.